# Кроненберг, Станислав Леопольдович
Станислав Леопольдович Кроненберг (пол. Stanisław Leopold Kronenberg, 1846, Варшава — 1894, Варшава) — польско-русский финансист, брат барона Леопольда Кроненберга и сын банкира и железнодорожного магната Леопольда Кроненберга. Доктор философии. Кавалер ордена Почётного легиона.

## Биография
Станислав Кроненберг родился в семье банкира и железнодорожного магната Леопольда Кроненберга (1812—1878) и его жены Розалии Лео. Родители происходили из еврейских семей, которые приняли обращение в протестантизм, причём семья отца была кальвинистами. У Станислава был также брат Леопольд.
По окончании гимназии в Варшаве Станислав уехал во Францию. В течение двух лет он изучал политическую экономику и финансы, после чего получил в Париже учёную степень доктора философии. Во время франко-прусской войны он участвовал в обороне Парижа. Станислав закончил эту кампанию в звании лейтенанта и получил крест ордена Почётного легиона.
После смерти отца вернулся в Варшаву и взял на себя управление всеми банковскими и коммерческими предприятиями отца, в том числе железнодорожными компаниями. Был избран президентом железнодорожных линий Teraspol и Верхней Вислы, директором Венской линии, президентом Банка торговли и директором целого ряда других коммерческих учреждений, а также финансировал издание газет Polska, Новости, и Библиотеки Umiejętności Prawnych.
Длительный период (1879—1887) финансировал издававшуюся по инициативе А. Краусгара юридическую библиотеку.
Станислав Кроненберг был похоронен рядом со своими родителями и другими членами семьи в фамильном склепе в кальвинистском кладбище Варшавы.

### Семья
У Станислава Кроненберга было две дочери, которые вышли замуж за представителей французской аристократии.
Двоюродная сестра Эмилия была замужем за банкиром и экономистом И. С. Блиохом.

## Дело Кроненберга (1876)
Станислав Леопольдович был главным фигурантом дела Кроненберга, рассматривавшегося в суде в 1876 году и привлекшего внимание Ф. М. Достоевского. Станислав Кроненберг оказался домашним тираном — он систематически избивал свою дочь Машу (до семи лет она воспитывалась в Швейцарии, где и родилась, а в 1874 году переехала вместе с новой сожительницей Станислава, некой Жезинг, в Санкт-Петербург), помимо порки розгами, он бил её кулаком по лицу. Всё тело девочки было покрыто синяками. Осматривавший девочку врач Ландсберг заявил на суде, что «не может смотреть на такое наказание, которое было нанесено девочке, как на домашнее исправительное наказание, и что если бы такое наказание продолжалось, то оно отозвалось бы весьма вредно на здоровье ребенка» и назвал повреждения тяжкими «по отношению наказания, а не по отношению нанесённых ударов». На тяжёлую психологическую травму делает упор и сам Достоевский. Также, по заключению Ландсберга, во время наказаний Станислав находился в припадках ярости. На Станислава в полицию заявили его же служанки — горничная Аграфена Титова и дворничиха Ульяна Билибина. Процесс широко освещался в прессе, М. Е. Салтыков-Щедрин написал о нём статью «Отрезанный ломоть». Защитник был назначен судом, так как Кроненберг не ходатайствовал о назначении себе адвоката, выбор пал на Владимира Даниловича Спасовича. Его речь на суде вызвала осуждение либеральной части общества, а сам Спасович послужил прототипом адвоката Фетюковича из «Братьев Карамазовых». Процесс закончился оправдательным вердиктом присяжных.

## Труды
- «Campagne», 1870-71
- «Quelques Souvenirs et Appréciations d’ex-Officier d’Infanterie», Paris, 1871.